# داليمونت بارك
داليمونت بارك هو ملعب كرة قدم يقع في دبلن، جمهورية أيرلندا، يتسع لـ 7955 متفرج. تم وضع حجر الأساس للملعب في 1901. تم افتتاحه في 7 سبتمبر 1901. تم تجديده في 1999.

## وصلات خارجية
- الموقع الرسمي